# خان‌عرب
خان‌عرب (به ترکی آذربایجانی: Xanərəb) یک منطقهٔ مسکونی در جمهوری آذربایجان است که در شهرستان بردع واقع شده‌است. خان‌عرب ۲٬۰۷۹ نفر جمعیت دارد.